# Itinerarium Burdigalense
Het Itinerarium Burdigalense is het oudst bewaard gebleven reisverslag van een pelgrimstocht naar het Heilige Land. Het betreft een tocht die in het jaar 333 plaatsvond. Het verslag is bewaard gebleven in vier kopieën; handschriften die dateren uit de achtste tot tiende eeuw.  

## Een itinerarium
Een itinerarium beschreef een route met vermelding van steden, dorpen, pleisterplaatsen waar men van paarden kon wisselen of waar men kon overnachten. De afstanden tussen de locaties werden opgetekend in Romeinse mijlen en bij iedere meer belangrijke plaats wordt een totaal gegeven van de afstand tot de vorige belangrijke plaats. Bijvoorbeeld: het is van Arles tot Milaan 475 mijlen. Er zijn op deze afstand 73 locaties waar men van paarden kan wisselen en 22 pleisterplaatsen waar men kan overnachten. Een reiziger kon een itinerarium aanvullen met andere zaken zoals beschrijvingen van een stad.  
Er is niets bekend over de pelgrim van deze tocht en de schrijver van dit itinerarium. Het zou een persoon van aanzien kunnen zijn geweest, want hij/zij kon gebruik maken van de Cursus publicus, de  infrastructuur van de vervoers- en postdienst in het Romeinse Rijk. Daarvoor was persoonsgebonden toestemming van de Romeinse overheid noodzakelijk.  

## Route
De tocht begon in Burdigale (Bordeaux) en voerde over Toulouse, Narbonne, de Montgenèvrepas en Turijn naar Milaan. Daarna ging de tocht door de Balkan naar Constantinopel. Men ging vervolgens met een boot naar Chalcedon en van daaruit naar Ancyra, (Ankara). Via Tarsus, Antiochië en de kust van de Middellandse Zee bereikte de pelgrim  het Heilige Land. Op dit deel van de tocht legde de pelgrim gemiddeld 24 Romeinse mijlen per dag af. 
De pelgrim verbleef ruim vijf maanden in het Heilige Land. Hij/zij bezocht de nu traditionele pelgrimsplaatsen in Jeruzalem en omgeving en reisde naar onder meer Jericho, de Dode Zee, Bethlehem en Hebron. Het verslag van de terugreis vangt aan in Heraclea nabij Constantinopel. Vervolgens ging de reis naar  Pella en vandaar voerde de tocht door het huidige Albanië waar met de boot overgestoken werd naar Otranto en over de Via Appia naar Rome. Via Rimini werd  Milaan bereikt. De tekst van het Itinerarium eindigt hier.

## Het verslag
Een groot deel van het itinerarium is een zeer droge tekst: een opsomming van plaatsen, locaties en  afstanden. Slechts enkele keren wordt bij een plaatsnaam wat aanvullende informatie gegeven. Bij bijvoorbeeld Libyssa staat in de beschrijving de opmerking dat hier Hannibal die uit Afrika kwam is begraven. Bij Tarsus staat de opmerking dat Paulus hier geboren is. 
De tekst begint van karakter te veranderen als de pelgrim in het Heilige Land aankomt. Bezochte locaties in  Jeruzalem zijn onder meer Zion, de Vijver van Siloam, Golgotha, het praetorium van Pontius Pilatus, de Olijfberg en de Heilig Grafkerk, die op het moment van het bezoek nog niet geheel gereed is. De pelgrim beschrijft deze plaatsen beeldend en als onderling samenhangende delen van een topografie van de stad. Hij voert de lezer in die tekst mee op een aantal wandelingen door de openbare ruimte. 
Deze pelgrimstocht vond twintig jaar na de vaststelling van het Edict van Milaan plaats, waarin godsdienstvrijheid werd vastgelegd. De schrijver wil het beeld oproepen dat de openbare ruimte in Jeruzalem na die korte tijdsspanne reeds gedomineerd wordt door het christendom. De auteur benadrukt dit fysieke aspect om zijn lezers een beeld van een heilig land te tonen.